# Sandelia bainsii
Sandelia bainsii es una especie de pez de la familia Anabantidae.
Se distribuye por los ríos Nahoon, Buffalo, Igoda, Gulu, Keiskamma, Great Fish y Kowie en la Provincia Oriental del Cabo (Sudáfrica).